# Distrito electoral federal 8 de la Ciudad de México
El VIII Distrito Electoral Federal de Ciudad de México es uno de los 300 Distritos Electorales en los que se encuentra dividido el territorio de México y uno de los 24 en los que se divide Ciudad de México. Su cabecera es la alcaldía Cuauhtémoc.
Desde la distritación de 2017, se forma con un sector al norte de la alcaldía Cuauhtémoc y una franja al norponiente de la alcaldía Venustiano Carranza.Abarca la zona de Valle Gómez, Morelos, Peralvillo, Tepito, 20 de Noviembre y la colonia Michoacana

## Distritaciones anteriores

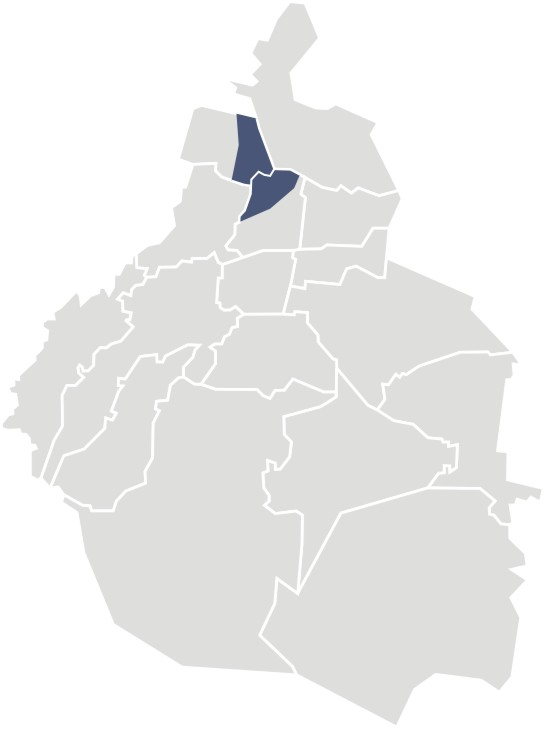
Ubicación del VIII Distrito entre 2005 y 2017.

El VIII Distrito de Ciudad de México (entonces Distrito Federal) surgió en 1857 para la conformación de la I Legislatura del Congreso de la Unión, con Juan Rodríguez de San Miguel como primer diputado federal por este distrito.

### Distritación 1978 - 1996
Para la distritación de 1978, vigente hasta 1996, el VIII Distrito se ubicó dentro del territorio de la delegaciones Miguel Hidalgo y Álvaro Obregón.

### Distritación 1996 - 2005
Estaba formado por el sector norte de la Delegación Cuauhtémoc que incluía el centro histórico de la Ciudad de México. Contaba con 195 secciones electorales.

### Distritación 2005 - 2017
Para la distritación de 2005, se formó por el territorio de la  situado al norte y oeste del paseo de la Reforma y de la Calzada de Guadalupe, en la delegación Delegación Cuauhtémoc, y por el sector oriente de la Delegación Azcapotzalco. Contaba con 251 secciones electorales.

### Distritación 2022
Abarca la mayor parte de la alcaldía Coyoacán.

## Diputados por el distrito
| Diputado                     | Diputado                       | Grupo parlamentario          | Legislatura    | Periodo     |
| ---------------------------- | ------------------------------ | ---------------------------- | -------------- | ----------- |
|                              | Juan Rodríguez de San Miguel   |                              | I              | 1857 - 1861 |
| Sin representación distrital | Sin representación distrital   | Sin representación distrital | II             | 1861 - 1863 |
|                              | Juan Antonio de la Fuente      |                              | III            | 1863 - 1865 |
|                              | Sebastián Lerdo de Tejada      |                              | IV             | 1867 - 1868 |
| Vacante                      | Vacante                        | Vacante                      | V VI           | 1869 - 1873 |
|                              | Vicente Villaden (Suplente)    |                              | VII            | 1873 - 1875 |
| Vacante                      | Vacante                        | Vacante                      | VIII IX        | 1875 - 1880 |
|                              | Ignacio Sánchez                |                              | X              | 1880 - 1882 |
|                              | Telesforo Barroso              |                              | XI             | 1882 - 1884 |
|                              | Guillermo Prieto Pradillo      |                              | XII            | 1884 - 1886 |
|                              | Tomás Reyes Retana             |                              | XIII XIV XV    | 1886 - 1892 |
|                              | Agustín Arroyo de Anda         |                              | XVI XVII XVIII | 1892 - 1898 |
|                              | Tomás Reyes Retana             |                              | XIX            | 1898 - 1900 |
|                              | Carlos Flores                  |                              | XX             | 1900 - 1902 |
|                              | Francisco Bulnes               |                              | XXI            | 1902 - 1904 |
| Vacante                      | Vacante                        | Vacante                      | XXII XXIII     | 1904 - 1908 |
|                              | Eduardo R. Guzmán              |                              | XXIV           | 1908 - 1910 |
|                              | Antonio Peñafiel               |                              | XXV            | 1910 - 1912 |
|                              | Alfredo Ortega                 |                              | XXVI           | 1912 - 1914 |
|                              | Arnulfo Silva                  |                              | Constituyente  | 1916 - 1917 |
|                              | Jesús Acuña                    |                              | XXVII          | 1917 - 1918 |
|                              | Mariano Urdanivia              | PLN                          | XXVIII         | 1918 - 1920 |
|                              | Rafael Lara G.                 |                              | XXIX           | 1920 - 1922 |
|                              | Roque González Garza           |                              | XXX            | 1922 - 1924 |
|                              | Romeo Ortega                   |                              | XXXI           | 1924 - 1926 |
|                              | Gonzalo N. Santos              |                              | XXXII          | 1926 - 1928 |
|                              | Adalberto Encinas              | PO                           | XXXIII         | 1928 - 1930 |
|                              | Tiburcio G. Altamirano         |                              | XXXIV          | 1930 - 1932 |
|                              | José María Dávila              |                              | XXXV           | 1932 - 1934 |
|                              | Carlos A. Calderón             |                              | XXXVI          | 1934 - 1937 |
|                              | Luis S. Campa                  |                              | XXXVII         | 1937 - 1940 |
|                              | Luis Quintero Gutiérrez        |                              | XXXVIII        | 1940 - 1943 |
|                              | Jesús Yurén Aguilar            |                              | XXXIX          | 1943 - 1946 |
|                              | Fernando Amilpa                |                              | XL             | 1946 - 1949 |
|                              | Alfonso Sánchez Madariaga      |                              | XLI            | 1949 - 1952 |
|                              | Rómulo Sánchez Mireles         |                              | XLII           | 1952 - 1955 |
|                              | José Gutiérrez Díaz            |                              | XLIII          | 1955 - 1958 |
|                              | Emilio Gandarilla Avilés       |                              | XLIV           | 1958 - 1961 |
|                              | Javier González Gómez          |                              | XLV            | 1961 - 1964 |
|                              | Manuel Origel Salazar          |                              | XLVI           | 1964 - 1967 |
|                              | Efraín González Morfín         |                              | XLVII          | 1967 - 1970 |
|                              | Manuel Origel Salazar          |                              | XLVIII         | 1970 - 1973 |
|                              | Carlos Dufoo López             |                              | XLIX           | 1973 - 1976 |
|                              | Julio César Mena Brito Andrade |                              | L              | 1976 - 1979 |
|                              | Lidia Camarena Adame           |                              | LI             | 1979 - 1982 |
|                              | Juan Saldaña Rosell            |                              | LII            | 1982 - 1985 |
|                              | Adrián Mora Aguilar            |                              | LIII           | 1985 - 1988 |
|                              | Ignacio López Tarso            |                              | LIV            | 1988 - 1991 |
|                              | Fernando Lerdo de Tejada Luna  |                              | LV             | 1991 - 1994 |
|                              | Jesús Rodríguez y Rodríguez    |                              | LVI            | 1994 - 1997 |
|                              | Dolores Padierna               |                              | LVII           | 1997 - 2000 |
|                              | Mauro Huerta Díaz              |                              | LVIII          | 2000 - 2003 |
|                              | Dolores Padierna               |                              | LIX            | 2003 - 2006 |
|                              | Armando Barreiro Pérez         |                              | LX             | 2006 - 2009 |
|                              | Vidal Llerenas Morales         |                              | LXI            | 2009 - 2012 |
|                              | Alejandro Carbajal González    |                              | LXII           | 2012 - 2015 |
|                              | Vidal Llerenas Morales         |                              | LXIII          | 2015 - 2018 |
|                              | Jorge Ramírez Rosete           | 2018                         | LXIII          |             |
|                              | María Rosete Sánchez           |                              | LXIV           | 2018 - 2024 |
|                              | María Rosete Sánchez           | LXV                          |                | 2018 - 2024 |
|                              | Ana María Lomelí               |                              | LXVI           | 2024        |
|                              | Maricela Silva Andraca         | 2024-                        | LXVI           |             |

## Resultados electorales

### 2021
|  | 45.1983 % |

|  | 42.3707 % |

|  | 3.2041 % |

|  | 1.7779 % |

|  | 2.5587 % |

|  | 1.3743 % |

|  | 0.1692 % |

|  | 3.3464 % |

|  | 100.00 % |

### 2018
|  | 51.8731 % |

|  | 25.3454 % |

|  | 11.8076 % |

|  | 4.9115 % |

|  | 1.9934 % |

|  | 0.1839 % |

|  | 3.8848 % |

|  | 100.00 % |

### 2009
|  | 19.93 % |

|  | 20.10 % |

|  | 25.14 % |

|  | 8.57 % |

|  | 9.94 % |

|  | 3.09 % |

|  | 1.71 % |

|  | 11.13 % |

|  | 100.00 % |